# Bouches-du-Weser
Departamentul Bouches-du-Weser (franceză Département des Bouches-du-Weser, germană Departement der Elbmündung(en)) a fost un departament al Franței din perioada primului Imperiu. 
Departamentul a fost format în urma anexării unor teritorii ale statelor din Confederația Rinului în 1811. Motivul principal al anexării era de a controla strict aplicarea Blocadei Continentale, politică față de care cele mai importante regiuni portuare de la Marea Nordului erau reticente. Teritoriul departamentului conținea orașul liber Hanseatic Bremen și părți din Marele Ducat Oldenburg și din fostul Electorat de Hanovra, din 1807 aflat sub administrația Regatului Westfaliei. 
Departamentul este numit după Râul Weser, Bouches du Weser însemnând Gurile Weserului indicând astfel faptul că departamentul se găsește la vărsarea acestuia în Marea Nordului. Reședința departamentului a fost orașul Bremen, cunoscut în franceză ca Brême. Departamentul era administrat indirect în cadrul imperiului, împreună cu celelalte două departamente hanseatice fiind sub autoritatea Curții Imperiale (Cour Impériale) de la Hamburg.
Departamentul este divizat în 4 arondismente și 33 cantoane astfel:
- arondismentul Bremen, cantoanele: Achim, Bremen, Lilienthal, Ottersberg, Rotenburg, Syke, Thedinghausen și Verden.
- arondismentul Bremerlehe, cantoanele: Beverstedt, Bremerlehe, Dorum, Hagen im Bremischen, Osterholz și Vegesack.
- arondismentul Nienburg, cantoanele: Bassum, Bruchhausen, Hoya, Liebenau, Nienburg, Rethel, Stolzenau, Sulingen și Walsrode.
- arondismentul Oldenburg, cantoanele: Berne, Burhave, Delmenhorst, Elsfleth, Hatten, Oldenburg, Ovelgönne, Rastede, Varel și Westerstede.

În urma înfrângerii lui Napoleon în 1814 teritoriul revine Regatului Hanovra și Marelui Ducat Oldenburg iar Bremen redevine oraș liber. Actualmente teritoriul face parte din landurile Saxonia Inferioară și Bremen.